# Chaetanthus
Chaetanthus là một chi thực vật có hoa trong họ Restionaceae.